# Ervilia sandwichensis
Ervilia sandwichensis är en musselart. Ervilia sandwichensis ingår i släktet Ervilia och familjen Semelidae. Inga underarter finns listade i Catalogue of Life.